# Balkjosen
Balkjosen er en fjordarm af Nordfolda i Steigen kommune i  Nordland fylke i Norge. Den går   6 kilometer i nordlig retning fra indløbet mellem Håkjerringneset ved Lakså i vest og Ørnesodden i øst.
Fjorden ligger mellem Hatten og Sløelvtinden i vest og med Gongskardtinden og Ørneskollen i øst. Ved Skjelnesfjellet går der to forgreninger parallelt i nordlig retning, Store Balkjosen vest for fjeldet og Litle Balkjosen på østsiden. Fra bunden af Store Balkjosen er der knap  tre kilometer til Dypingspollen i Sagfjorden på nordkysten af Steigen. 
En lokal vej går fra  Fylkesvej 632  i Alvnes og fortsætter langs dele af vestsiden til gården Sagen. Ellers er området  vejløst. Der er bebyggelse på Nøtnes og i Lommeren, hvor Lommerelven der kommer fra Storvatnet, på østsiden,  løber ud.